# Caranaíba
Caranaíba är en kommun i Brasilien.   Den ligger i delstaten Minas Gerais, i den sydöstra delen av landet, 700 km sydost om huvudstaden Brasília. Antalet invånare är 3 288.
Omgivningarna runt Caranaíba är huvudsakligen savann. Runt Caranaíba är det ganska glesbefolkat, med 43 invånare per kvadratkilometer.